# Crème fraîche

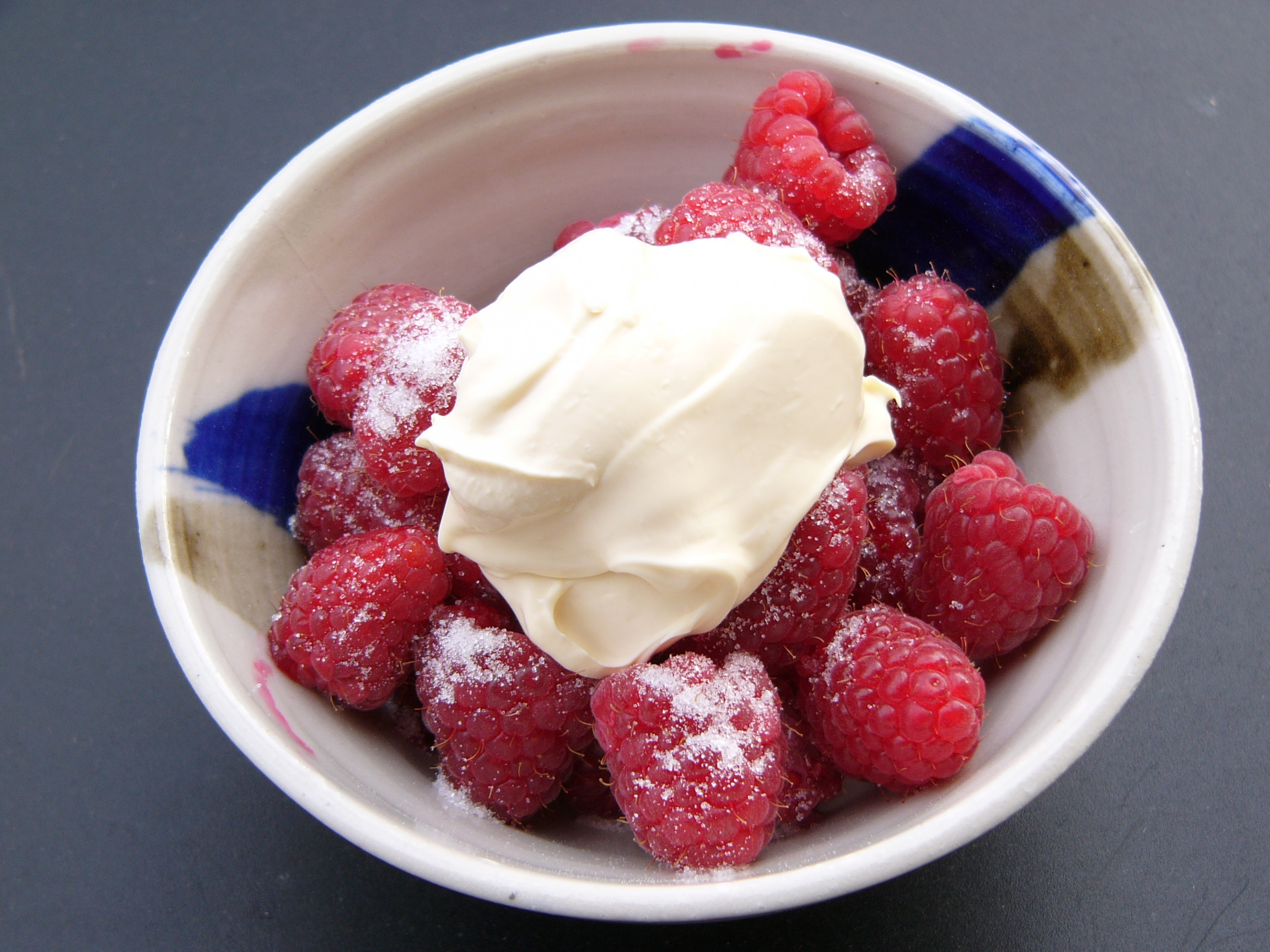
Maliny z crème fraîche i cukrem.

Crème fraîche (fr. „świeża śmietana”) – francuska lekko ukwaszona śmietana, zawierająca około 35% tłuszczu.
Crème fraîche można używać do gotowania, ponieważ dzięki wysokiej zawartości tłuszczu nie warzy się. Gęstość sprawia, że jest dobrą bazą do dipów. Często podaje się ją też ze świeżymi owocami ze względu na delikatny smak.
Crème fraîche nie nadaje się do ubijania.